# Châtelet (Belgio)
Châtelet (in vallone Tcheslet) è una città belga di circa 35 000 abitanti, nella provincia vallone dell'Hainaut. Comprende anche i sobborghi di Châtelineau e Bouffioulx. Qua si è trasferito anche il pittore Renè Magritte con la sua famiglia nel 1910.

## Amministrazione

### Gemellaggi
- Vimoutiers
- Casteltermini